# گل‌نازیان

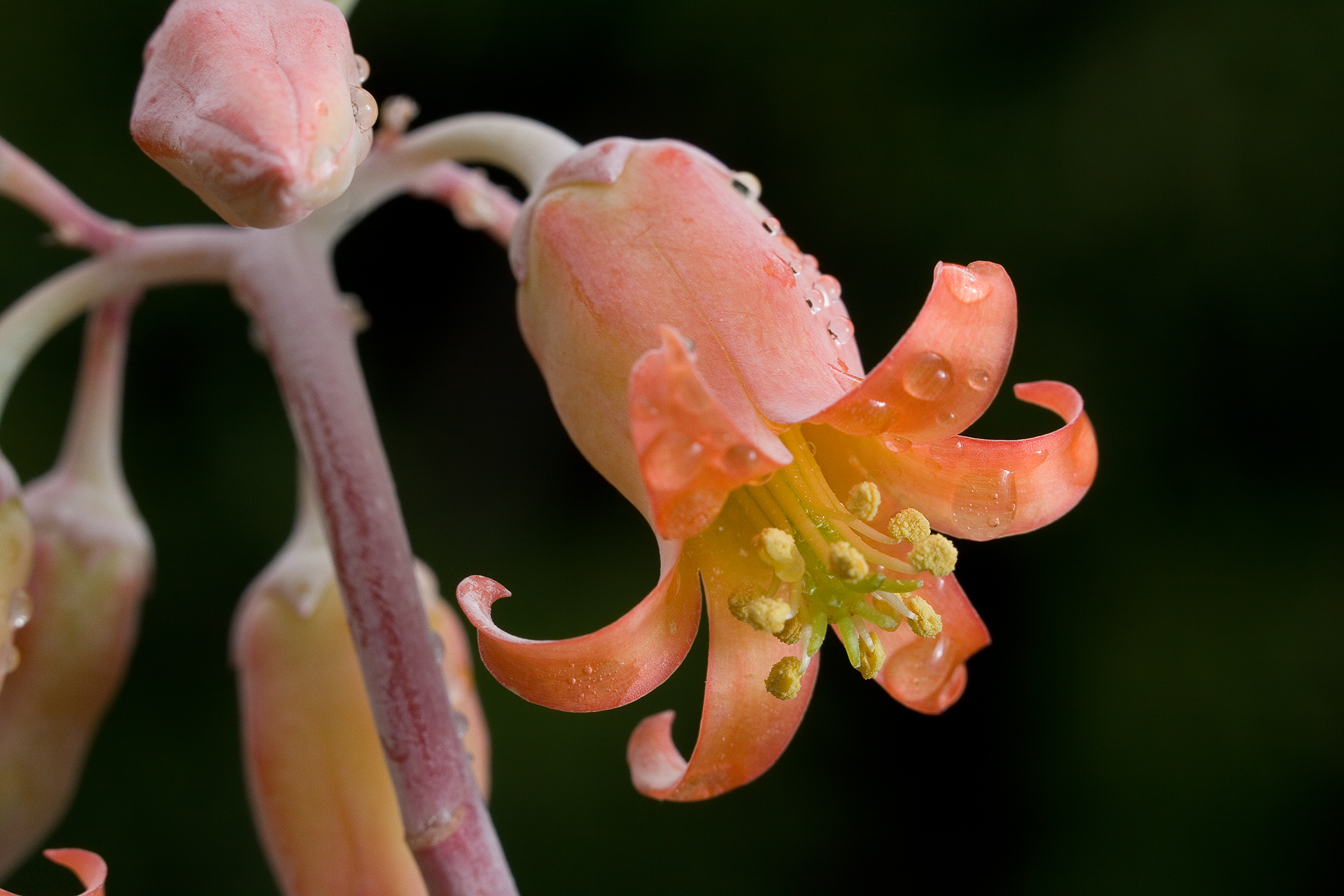
گل گوش‌خوک (کوتیلدون اوربیکولاتا)

تیره کراسولاسه یا گل‌نازیان یا خانواده ابرون، گیاهانی هستند که آب را در برگ‌های گوشتی‌شان ذخیره می‌کنند و معمولاً در جاهای کم‌آب یا سرد که آب به سختی پیدا می‌شود، در نیم‌کره شمالی و جنوب آفریقا رشد می‌کنند.
این خانواده شامل ۱۴۰۰ نوع در ۳۳ سرده است.

## گونه‌ها
- کراسولا
- کامزاکی